# Innsbruck, ich muss dich lassen
Innsbruck, ich muss dich lassen is een afscheidslied van Heinrich Isaac (1450-1517) uit vermoedelijk 1495.
Deze bewerking is Isaacs meest bekende werk, omdat het een eenvoudige, ontroerende melodie betreft maar evenzeer omdat het wereldse thema later tot een religieus lied werd omgewerkt: O Welt, ich muss dich lassen, wat onder meer door Johann Sebastian Bach werd vertolkt. De religieuze tekst loopt vrijwel parallel met de oorspronkelijke, wereldse, tekst. Het omzetten van een werelds naar een religieus thema met een gelijksoortige gevoelswaarde heet contrafact; een dergelijke omzetting was in die tijd gebruikelijk. De tekstdichter is onbekend. Het gedicht wordt wel toegeschreven aan Maximiliaan I van Oostenrijk, en zou uit 1493 stammen, maar die theorie moet wellicht naar het rijk de fabelen worden verwezen.
Het lied komt eveneens voor in een door Georg Foster uitgegeven muziekbundel uit de eerste helft van de 16e eeuw. Ook de 20e-eeuwse componist Hans Boll werd geïnspireerd door het lied en publiceerde, omstreeks 1987, de Sinfonische Variationen über 'Innsbruck, ich muß Dich lassen' .

## Tekst
Het lied beschrijft het afscheid dat iemand moet nemen van de stad Innsbruck en zijn daar verblijvende geliefde. Dit doet beiden leed, en het tweetal belooft elkaar trouw.
1.
Innsbruck ich muss dich lassen
ich fahr dahin mein Strassen
in fremde Landt dahin,
mein Freud ist mir genommen
die ich nicht weiss bekommen
wo ich im Elend bin, wo ich im Elend bin
2.
Gross Leid muss ich ertragen
dass ich allein thu klagen
dem liebsten Buhlen mein.
Ach Lieb, nun lass mich Armen
im Herzen dein erbarmen,
dass ich muss dannen sein, dass ich muss dannen sein.
3.
Mein Trost ob allen Weiben
dein thu ich ewig bleiben
stet treu, der Ehren frumm
Nun muss dich Gott bewahren
in aller Thugend sparen
bis dass ich wider kumm, bis dass ich wider kumm.
De in het Nederlands vertaalde versie luidt:
1.
Innsbruck, ik moet je verlaten
en mijn weg gaan
naar vreemde landen.
Mijn vreugde is me ontnomen
en die kan ik niet hervinden
wanneer ik in den vreemde ben.
2.
Ik moet groot leed verdragen
waarover ik slechts klagen kan
bij mijn allerliefste.
Ach, liefste, gedenk mij, arme man
in je medelijdend hart,
want ik moet elders zijn.
3.
Boven alle andere vrouwen ben je mijn troost;
de jouwe blijf ik eeuwig,
steeds trouw en deugdzaam.
Nu moet God je bewaren
en bijstaan in de deugdzaamheid
totdat ik terugkom.
Innsbruck, ich muss dich lassenⓘ